# Petr Pokorný
Petr Pokorný (ur. 28 grudnia 1975 w Hradcu Králové) – czeski piłkarz, piłkarz Śląska Wrocław grający na pozycji obrońcy. W I lidze czeskiej w barwach FC Hradec Králové i FK Teplice rozegrał łącznie 130 spotkań, strzelając w nich 4 gole, a w I lidze polskiej, grając w Zagłębiu Lubin, rozegrał 37 spotkań, w których strzelił 2 gole. Karierę kończył w Górniku Polkowice.

## Sukcesy

### Zagłębie Lubin
- Mistrzostwo Polski (1): 2006/07

### Śląsk Wrocław
- Puchar Ekstraklasy (1): 2008/09